# Marques Green
Marques Oscar Green, (nacido el 18 de marzo de 1982 en Norristown, Pensilvania) es un exjugador de baloncesto estadounidense. Con 1.65 de estatura, su puesto natural en la cancha era el de base. Formado en los St. Bonaventure Bonnies de la Universidad de San Buenaventura -que lo incluyó en su Salón de la Fama Atlética en 2021-, desarrolló una larga carrera como profesional en Europa, jugando para clubes de Francia, Turquía, Croacia e Italia. Aunque se nacionalizó macedonio en 2010 y fue convocado varias veces para entrenar con la selección nacional del país, nunca jugó oficialmente para los balcánicos. 

## Trayectoria

### Clubes
| Club                     | País    | Año       |
| ------------------------ | ------- | --------- |
| Chorale Roanne Basket    | Francia | 2004-2005 |
| SLUC Nancy               | Francia | 2005-2006 |
| TED Kolejliler           | Turquía | 2006      |
| SLUC Nancy               | Francia | 2007      |
| Scandone Avellino        | Italia  | 2007-2008 |
| Fenerbahçe Ülker         | Turquía | 2008-2009 |
| Victoria Libertas Pesaro | Italia  | 2009-2010 |
| Scandone Avellino        | Italia  | 2010-2012 |
| Cedevita Zagreb          | Croacia | 2012      |
| Olimpia Milano           | Italia  | 2013      |
| Dinamo Basket Sassari    | Italia  | 2013-2014 |
| TED Kolejliler           | Turquía | 2014-2015 |
| Scandone Avellino        | Italia  | 2015-2017 |
| Reyer Venezia Mestre     | Italia  | 2017-2018 |
| Aurora Basket Jesi       | Italia  | 2018      |
| Pallacanestro Piacentina | Italia  | 2018-2019 |